# Giulio Prisco
Giulio Prisco (ur. 29 września 1957 w Neapolu (Włochy)) – konsultant informacyjnej technologii wirtualnej rzeczywistości oraz pisarz, futurolog i transhumanista.

## Życiorys
Mieszkał we Włoszech, gdzie prowadził firmę konsultingową Metafuturing. Obecnie mieszka w Budapeszcie i jest niezależnym konsultantem informatykiem. Jest członkiem rady wydawców (Consejo Editorial) hiszpańskojęzycznego czasopisma naukowo-technicznego Tendencias21, do którego pisuje artykuły. Publikuje i przemawia poruszając wiele tematów, takich jak nauka, technologia informacyjna, powstające technologie, światy wirtualne, eksploracja kosmosu i futurologia. Idee Prisco na temat wirtualnej rzeczywistości, technologicznej nieśmiertelności, transferu umysłu i nowych naukowych religii są szeroko cytowane w wydanej przez Oxford University Press książce „Apocalyptic AI – Visions of Heaven in Robotics, Artificial Intelligence, and Virtual Reality”.
Były starszy manager w Europejskiej Agencji Kosmicznej, Prisco jest z wykształcenia fizykiem i informatykiem. Był członkiem zarządu w World Transhumanist Association, przez pewien czas pełniąc funkcję dyrektora (executive director), i jest w dalszym ciągu członkiem zarządu w Institute for Ethics and Emerging Technologies oraz w Associazione Italiana Transumanisti. Członek Extropy Institute i od kwietnia 2011 ruchu Terasem, gdzie umieścił zaczątek swojego pliku umysłu (mindfile). Jest członkiem grupy doradców w Lifeboat Foundation i członkiem założycielem Order of Cosmic Engineers, młodej organizacji utrzymującej, że dobrodziejstwa płynące z technologicznej osobliwości, które przyjdą zgodnie z prawem przyspieszających zmian, mogą okazać się istotną alternatywą wobec obietnic składanych przez największe religie.
Prisco jest w konflikcie z technokrytykiem Dale Carrico, który twierdzi, że transhumanizm jest technologiczną utopią w formie nowego ruchu religijnego. Prisco jest zdania, że transhumanizm jest raczej antyreligią (“unreligion”) ponieważ oferuje wiele dóbr oferowanych zwykle przez religie, jednak bez ich cech ujemnych.